# برنامج خادم الحرمين الشريفين للابتعاث الخارجي
برنامج خادم الحرمين الشريفين للابتعاث الخارجي هو برنامج سعودي حكومي أطلقه الملك عبد الله بن عبد العزيز في عام 1426هـ  / 2005، ويستهدف جميع الطلبة والطالبات من خريجي الداخل والخارج ممن تنطبق عليهم الشروط والضوابط.

## أول ابتعاث سعودي
شهد عهد الملك عبد العزيز أول ابتعاث في تاريخ المملكة العربية السعودية، إذ أمر في العام 1346هـ / 1927 أن توفد أول دفعة دراسية إلى مصر وضمت تلك الدفعة 14 دارسا، وتخرجت أول دفعة منهم في العام 1353هـ، تلا ذلك إيفاد 3 مبتعثين إلى بريطانيا في العام 1349هـ، ثم عشرة طلاب إلى الوجهة نفسها في العام 1354هـ، وفي العام 1355هـ أمر الملك عبد العزيز بإنشاء أول مدرسة ثانوية حكومية على النظام التعليمي الحديث، لتأهيل الطالب للالتحاق بالكليات في الخارج، فيما شهد العام 1356هـ بداية المدرسة التحضيرية، وفي العام 1358هـ ابتعث العشرة الأوائل من خريجي المدرسة الثانوية التحضيرية.
في عهد الملك خالد تزايد عدد المبتعثين خاصة إلى أمريكا ليصل إلى 11 ألف مبتعث ومبتعثة، وشهد عهد الملك فهد تركيزا على ابتعاث الطاقم الأكاديمي في الجامعات السعودية وموظفي الدولة، وفي عام 1417هـ صدرت لائحة الابتعاث والتدريب لأعضاء هيئة التدريس في الجامعات.
في العام 1426هـ استحدث الملك عبد الله برنامج ابتعاث ساهم في إحداث نقلة نوعية وضم الكثير من أفراد المجتمع تحت برنامج خادم الحرمين الشريفين للابتعاث الخارجي، بواقع ثلاث مراحل مدة كل واحدة منها خمس سنوات، وقد استهدفت المرحلتان الأولى والثانية سد الحاجة إلى مزيد من المقاعد الدراسية والتخصصات العلمية في الجامعات.

## وظيفتك وبعثتك
في العام 1436، وفي ظل الحاجة لتطوير عمل البرنامج بعد بروز مؤشرات تدل على تأخر بعض خريجي البرنامج في الحصول على الوظائف المناسبة لطموحهم، وظهور دلائل على وجود ازدواجية بين بعض التخصصات التي يتم الابتعاث لها وبين ما هو متوفر في الجامعات السعودية، شهدت المرحلة الثالثة من البرنامج نمطا جديدا في أسلوب التنفيذ يقوم على الربط المباشر بين الوظيفة والبعثة في التخصصات ذات الاحتياج، إذ بادرت هذه المرحلة عبر مسار “وظيفتك وبعثتك” لتأمين الوظائف أولا ليتم على ضوئها تحديد المقاعد والتخصصات والمراحل الدراسية المطلوبة للابتعاث، ومن ثم الإعلان عنها، حيث يجري ترشيح المتقدمين للبعثة عليها وفقا لاحتياجات المؤسسات وهيئات القطاع العام من الكوادر البشرية والتخصصات والمستويات الدراسية المطلوبة، بحيث يضمن الخريج الفرصة الوظيفية التي تم ابتعاثه من أجلها.

## رؤية 2030
شهد برنامج خادم الحرمين الشريفين للابتعاث الخارجي في عهد الملك سلمان بن عبد العزيز تحولات شكلت في مجملها انعكاسا لرؤية المملكة 2030 التي أطلقها مجلس الشؤون الاقتصادية والتنمية برئاسة ولي العهد الأمير محمد بن سلمان، وذلك من خلال استحداث الابتعاث لتخصصات مواكبة للعصر الحالي، وربطه بالوظائف المطروحة في سوق العمل ورفع كفاءته، وتطوير تقنيات إدارته.
ودعا وكيل وزارة التعليم للبعثات المشرف العام على الملحقيات الثقافية، الدكتور جاسر الحربش القطاعات الخاصة في سوق العمل للاستثمار في المرحلة الجديدة من السنة الثالثة عشرة من عمر برنامج الابتعاث، وقال إن البرنامج يمر بمرحلة تطويرية مهمة لها علاقة بما تشهده أنظمة الدولة الحكومية من تحديثات تطويرية تسهم في تحقيق رؤية المملكة 2030، مضيفا “لن نتمكن في هذه المرحلة الجديدة من التوقيع مباشرة مع أية جهة حكومية للابتعاث في مسار “وظيفتك وبعثتك” وذلك بهدف توظيف المبتعث في نفس الجهة الحكومية، لكننا قادرون على التوقيع مع الجهة الحكومية لابتعاث مرشح يعمل في إحدى الشركات التابعة للجهة والمرخصة أو المملوكة للدولة”.
وبالإضافة إلى مسار “وظيفتك وبعثتك” طرأت على البرنامج بعد تحديثه عدة مسارات مختلفة، منها مسار نخبة الجامعات لمن يحصل على قبول مباشر لأفضل 20 جامعة دون الحاجة للانتظار. كما أن المسار الطبي لم يربط القبول عليه في موعد سنوي ثابت نظراً لأهميته، فالحصول على المقعد الطبي في الابتعاث أصبح مباشرا لمن يحضر القبول وفق المقاعد العالمية المتاحة في الطب. كما أن هناك مسار المنح الدولية من خلال التنسيق مع وزارة الخارجية وسفارات بعض الدول الأجنبية.
وتركز السنة الـ13 من برنامج خادم الحرمين الشريفين للابتعاث الخارجي على التخصصات النوعية التي تنسجم مع متطلبات رؤية 2030 وبرامجها المختلفة، ومنها الذكاء الاصطناعي والأمن السيبراني والنقل الجوي والتخصصات الصحية.

## أرقام من برنامج الابتعاث
بلغ مجموع الطلاب المبتعثين في سبتمبر 2018، أكثر من 95 ألف مبتعث إضافة إلى نحو 45 ألف مرافق:
| الدولة         | عدد المبتعثين |
| -------------- | ------------- |
| أمريكا         | 53127 مبتعثا  |
| بريطانيا       | 13995         |
| أستراليا       | 5864          |
| ألمانيا        | 1910          |
| أيرلندا        | 1284          |
| فرنسا          | 751           |
| نيوزيلندا      | 742           |
| هولندا         | 416           |
| النمسا         | 381           |
| الصين          | 367           |
| اليابان        | 316           |
| كوريا الجنوبية | 289           |
| إسبانيا        | 156           |
| إيطاليا        | 138           |
| سنغافورة       | 32            |
| بقية الدول     | 15979         |

## تحديات
تواجه المبتعثين صعوبات يتعلق بعضها بالشؤون الإدارية كتأخر صرف المكافآت أحيانا أو عدم كفايتها، والتأخر في الرد على الاستفسارات من قبل الملحقية الثقافية، وبعضها بمجتمعاتهم الجديدة وبيئة التعليم ومن ذلك صعوبة الاندماج ووجود تمييز عنصري أحيانا، مما يضطرهم أحيانا لمغادرة المنطقة التي يدرسون بها، وأخرى ترتبط بالمسائل القانونية التي تعود لضعف وعي المبتعث واطلاعه على الأنظمة في البلد الذي يدرس فيه.

## التأثر والتأثير
أدى اندماج المبتعثين السعوديين في مجتمعاتهم الجديدة إلى اكتساب كثير من العادات والأساليب الجديدة في التعاطي مع مختلف الأحداث والقضايا، وكون المبتعثون مجموعات في كل بلدة ومنطقة لمتابعة شؤونهم وأحوالهم، فيما أسس كثيرون منتديات وملتقيات وأصبح لهم مراكز خاصة تعنى بشؤون المبتعثين السعوديين.
وسجلت ذاكرة المجتمعات الجديدة التي ضمت المبتعثين السعوديين مواقف وبطولات كثيرة وصلت حد التضحية بالنفس، مما يعكس الخلق الراقي والفعل الرصين لدى هؤلاء الموفدين، يضاف كل ذلك إلى نجاحاتهم وتفوقهم في الميدان الدراسي، ومن قصص التضحيات غرق المبتعثين السعوديين جاسر دهام آل راكة 25 عامًا، وذيب مانع اليامي 27 عامًا في ولاية ماساشوتس (شرق أمريكا) بعد محاولتهما إنقاذ طفلين أمريكيين واجها مشاكل مع تيارات مياه نهر شيكوبي.
وفي ولاية «أوهايو» الأمريكية، أقدم المبتعث السعودي مشاري السريحي على إنقاذ طفل يبلغ من العمر 14 عامًا بعد أن انقلب المركب الذي كان يستقلّه «السريحي» رفقة الطفل ووالده في إحدى البحيرات على إثر عاصفة قوية، وتُوُفِّي غرقًا، وهو يحاول إنقاذ والد الطفل.
وفي أستراليا في مطلع العام 2018، عرّض المبتعث السعودي أحمد المحيميد حياته للخطر لإنقاذ رجل مسن سقط في نهر «يارا» في مدينة ملبورن، بعد أن سمع نداءات الاستغاثة المتتالية، ولم يجد من يحرك ساكنًا، رغم وجود عدد من الأستراليين في المنطقة، فقرر الذهاب إلى مصدر الصوت فوجد شخصًا في وسط النهر يطلب النجدة، فلم يتردّد في القفز في النهر والسباحة لإنقاذه، على الرغم من وجود سمك القرش بالمنطقة وقام بسحبه إلى بر الأمان، وهو ما دعا وسائل الإعلام الأسترالية إلى إطلاق لقب «بطل نهر يارا» عليه.
وفي عام 2013 تمكن مبتعث سعودي في ولاية إنديانا الأمريكية من إنقاذ 3 طالبات سعوديات، بعد أن احتجز حريق إحداهن داخل غرفتها في المبنى السكني الذي تقيم فيه المبتعثات، بينما تعرض المنقذ لبعض الحروق من الدرجة الثانية.

## سفير
هي منظومة إلكترونية أطلقت بداية عام 2008 لتسهيل إجراءات المتابعة والإشراف، ومن أهدافها:
- أتمتة إجراءات العمل الخاصة بالدارسين في الخارج والملحقيات الثقافية والوزارة وجهات الابتعاث.
- سرعة تنفيذ المعاملات.
- ربط أصحاب العلاقة إلكترونياً على اختلاف أماكنهم.
- متابعة معاملات الدارسين في الخارج من قِبل المسؤولين بسرعة وكفاءة عالية.
- رفع مستوى أمن المعلومات الخاص ببيانات الطلبة الدارسين في الخارج ومرافقيهم.

وتقدم المنظومة خدماتها عبر عدد من المنتجات، منها:

### سفير الطلبة
يهدف لخدمة الطلبة من خلال تقديم الخدمات الإلكترونية، وإتاحة متابعة حالة طلباتهم المقدمة عبر المنصة الوطنية للقبول الموحد (قبول).

### سفير العمل
يُمكن المستفيدين من خدمة الطالب، ويتم من خلاله متابعة الطالب أكاديمياً وإدارياً ومالياً.

### سفير الدراسي
يتيح للمستفيدين الاطلاع على بيانات الطلبة التفصيلية مما يساعدهم في اتخاذ القرارات من خلال نظام سفير العمل.

### سفير الجامعات
يختص بحصر الجامعات حول العالم بتخصصاتها ودرجاتها العلمية المعتمدة من قبل وزارة التعليم، ليختار الطالب الجامعة والتخصص الموصى بهما.

### سفير الخريجين
يهدف إلى عرض بيانات خريجي برامج الابتعاث الخارجي لجهات إحصائية وتوظيفية محددة.

## إستراتيجية برنامج خادم الحرمين الشريفين للابتعاث
هي إستراتيجية أطلقها ولي العهد السعودي الأمير محمد بن سلمان في 7 مارس 2022، استكمالاً لجهود السعودية في تنمية القدرات البشرية وتحقيق مستهدفات رؤية السعودية 2030.

### ركائز الاستراتيجية
تشمل الاستراتيجية ثلاث ركائز، هي:
- التركيز على التوعية والإعداد للمبتعثين لتسليط الضوء على أهمية تأهيل المبتعثين للبدء بالتخطيط المبكر لرحلتهم العلمية والعملية في الجامعات الدولية حسب المجالات المختلفة.
- تطوير مسارات وبرامج الابتعاث وتهدف إلى تعزيز تنافسية المملكة محلياً ودولياً من خلال الابتعاث للمسارات التي يتطلبها سوق العمل المحلي والعالمي في أفضل المؤسسات التعليمية حسب التصنيفات العالمية.
- المتابعة والرعاية اللاحقة للمبتعثين من خلال الإرشاد وتطوير الخدمات المقدمة لهم من أجل التعزيز من جاهزيتهم للانخراط في سوق العمل أو المؤسسات البحثية داخل وخارج المملكة العربية السعودية. 

### مسارات الاستراتيجية
تأتي إستراتيجية برنامج خادم الحرمين الشريفين للابتعاث بأربعة مسارات، هي:
- مسار الرواد: يستهدف ابتعاث الطلاب إلى أفضل 30 مؤسسة تعليمية في العالم حسب تصنيفات الجامعات المعتمدة عالمياً في جميع التخصصات مما يسهم في تمكين المبتعثين السعوديين من التميز والمنافسة عالمياً في جميع المجالات.
- مسار البحث والتطوير: يُعد أحد أهم المسارات الرافدة لتمكين منظومة البحث والابتكار ويركز على ابتعاث طلاب الدراسات العُليا إلى أفضل المعاهد والجامعات حول العالم محققاً بذلك التأهيل والتمكين لتخريج عُلماء المستقبل.
- مسار إمداد: يعمل على تلبية احتياجات سوق العمل في تخصصات محددة يتم تحديثها بشكل دوري من خلال الابتعاث إلى أفضل 200 جامعة لضمان تزويد سوق العمل بالكفاءات المطلوبة.
- مسار واعد: يهدف إلى ابتعاث الطلاب في القطاعات والمجالات الواعدة حسب المتطلبات الوطنية للمشاريع الكبرى والقطاعات الواعدة، من خلال تدريب الطلاب المبتعثين في أفضل البرامج والأكاديميات العالمية لتزويد القطاعات بالقدرات البشرية المؤهلة عالمياً في القطاعات الواعدة مثل قطاع الصناعة وقطاع السياحة وغيرها من القطاعات.

## وصلات خارجية
- منظومة سفير
- وزارة التعليم